# The Tonto Kid

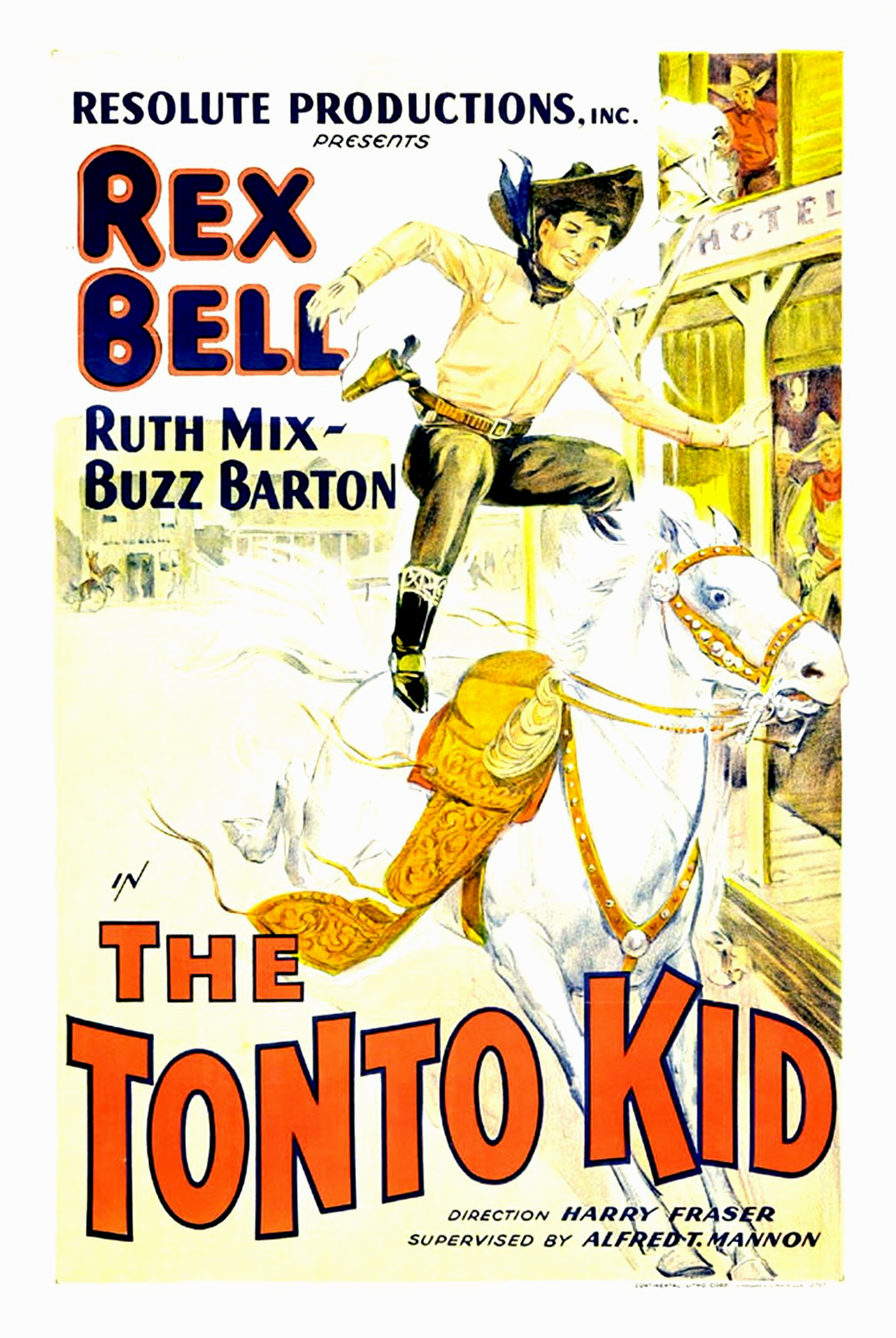
Affiche du film.

The Tonto Kid est un western américain réalisé par Harry L. Fraser, sorti en 1934.

## Fiche technique
- Réalisation : Harry L. Fraser
- Scénario : Harry L. Fraser d'après le roman The Daughter of Diamond D de Christopher Booth[1]
- Producteur : Alfred T. Mannon
- Photographie : Robert E. Cline, James Diamond
- Montage : Holbrook N. Todd
- Durée : 61 minutes
- Date de sortie : 1934

## Distribution
- Rex Bell : "Skeets" Slawson, The Tonto Kid
- Ruth Mix : Nancy Cahill
- Buzz Barton : Wesley Fritch
- Theodore Lorch : Lawyer Sam Creech
- Joseph W. Girard : Rance Cartwright
- Barbara Roberts : Edna May Cartwright
- Jack Rockwell : Deputy Sheriff Hack Baker
- Murdock MacQuarrie : "Pop" Slawson
- Bert Lindley : Tom Quillan - Diamond D Foreman
- Jane Keckley : Mrs. Fritch, Wesley's Mother
- Stella Adams : Edna May's Landlady